# シルバー・バッファロー章
シルバー・バッファロー章（シルバー・バッファローしょう）は、ボーイスカウトアメリカ連盟が全国的に功労のあったスカウトに授与する功労章である。ボーイスカウト・アメリカ連盟の加盟員以外も対象となっている。

## 歴史
シルバー・バッファロー章の意義はイギリス連盟におけるシルバー・ウルフ章と同じものであった。
導入した当初の1926年には、22個の章が事務総長のジェームズ・E・ウェストにより送られ、それ以後は1年ごとにそれぞれ授与されることとなった。
シルバー・バッファロー章受章者の第一号は、スカウト運動の創始者ベーデン・パウエルである。第二号は、ボーイスカウト・アメリカ連盟の創設のきっかけとなった「無名のスカウト」に送られた（ちなみにこれは未成年による唯一の受章である）。この章は、バッファローの像としてギルウェル・パークに置かれている。
50年間ずっと男性のみに授与され続けていたシルバー・バッファロー章であったが、1976年、 LaVern W. Parmley に送られ、初の女性受章者が誕生した。2008年までに674名がシルバー・バッファロー章を受章しており、その中には13人のアメリカ大統領も含まれる。

## 様式
シルバー・バッファロー章の様式は、赤と白の飾りひもで吊られたものとなっている。またアメリカ連盟の制服であれば、本結びをあしらった胸章をつけることもできる。バッファローの飾りそれ自体のデザインは A. Phimister Proctor によるもので、飾りひもは、制服以外の服でもつけられるようにと1934年にとりいれられた。1946年、胸章はそれまでのバッファローをかたどったものから本結びをかたどったものへと変更された。